# Poméranien oriental
Pour les articles homonymes, voir Poméranien.
Le poméranien oriental (en allemand Ostpommersch) est un dialecte bas allemand oriental usité en Poméranie ultérieure, il est quasiment éteint dans cette région au début du XXIe siècle. Ce dialecte s'est par ailleurs exporté au Brésil au XIXe siècle via l'immigration de germanophones dans ce pays.

## Situation

### Au Brésil

Municipalités brésiliennes de l'Espírito Santo dans lesquelles le dialecte poméranien oriental a un statut co-officiel.

Le poméranien oriental qui est parlé au Brésil est localement appelé : Pommersch, Pommerschplatt, Pommeranisch, ou encore Pomerisch.
Municipalités brésiliennes ayant le poméranien oriental comme dialecte co-officiel :
Espírito Santo
- Domingos Martins[1],[2],[3]
- Itarana[4],[5]
- Laranja da Terra[2],[3]
- Pancas[2],[6],[7]
- Santa Maria de Jetibá[2],[8]
- Vila Pavão[2],[9]

Minas Gerais
- Itueta (seulement dans le district de Vila Nietzel)[10],[11],[12]

Santa Catarina
- Pomerode[13]

Rio Grande do Sul
- Canguçu (en cours d'approbation)[14]

Rondônia
- Espigão d'Oeste (en cours d'approbation)[15],[16],[17],[18]

### En Wisconsin
Le Pomérianien de Wisconsin (ou Wisconsin Pomeranian / Wisconsin Platt) 

### Dictionnaires
- Pommersches Wörterbuch. Begründet von Wolfgang Stammler, fortgesetzt von Hans-Friedrich Rosenfeld und Renate Herrmann Winter, hrsg. von Matthias Vollmer an der Ernst-Moritz-Arndt-Universität Greifswald, Berlin, 1997
- Hinterpommersches Wörterbuch der Mundart von Groß Garde (Kreis Stolp) auf Grund der von Franz Jost (1887–1958) gesammelten Materialien bearbeitet und zu einem Wörterbuch gestaltet von Hans-Friedrich Rosenfeld, Köln/Weimar/Wien, 1993. (Veröffentlichungen der Historischen Kommission für Pommern, Reihe 4: Quellen zur Pommerschen Geschichte Bd. 11)
- Kurt Laabs,  Belbucker Wörterbuch. Der Wortschatz der ehemaligen Abtei Belbuck und einiger Randgebiete, Murnau, Selbstverlag, 1988.
- Robert Laude, Hinterpommersches Wörterbuch des Persantegebietes, Hrsg. von Dieter Stellmacher, Köln/Weimar/Wien, 1995. (Veröffentlichungen der Historischen Kommission für Pommern, Reihe 4: Quellen zur Pommerschen Geschichte Bd. 12)